# Gyldenbjerg Kirke
Gyldenbjerg Kirke ligger på halvøen Orehoved på det nordlige Falster ca. 20 km N for Nykøbing Falster (Region Sjælland).

## Eksterne kilder og henvisninger
- Wikimedia Commons har flere filer relateret til Gyldenbjerg Kirke
- Gyldenbjerg Kirke på KortTilKirken.dk